# Flip Hamers (architect)
Philippus Jacob (Flip) Hamers (Amsterdam, 2 juli 1882 - Bussum, 1 januari 1966), vaak ook Ph.J. Hamers genoemd, was een Nederlandse architect, die vooral werkzaam was in Het Gooi. Daarnaast heeft de heer Hamers zich ook voor de luchtvaart verdienstelijk gemaakt.

## Leven en werk

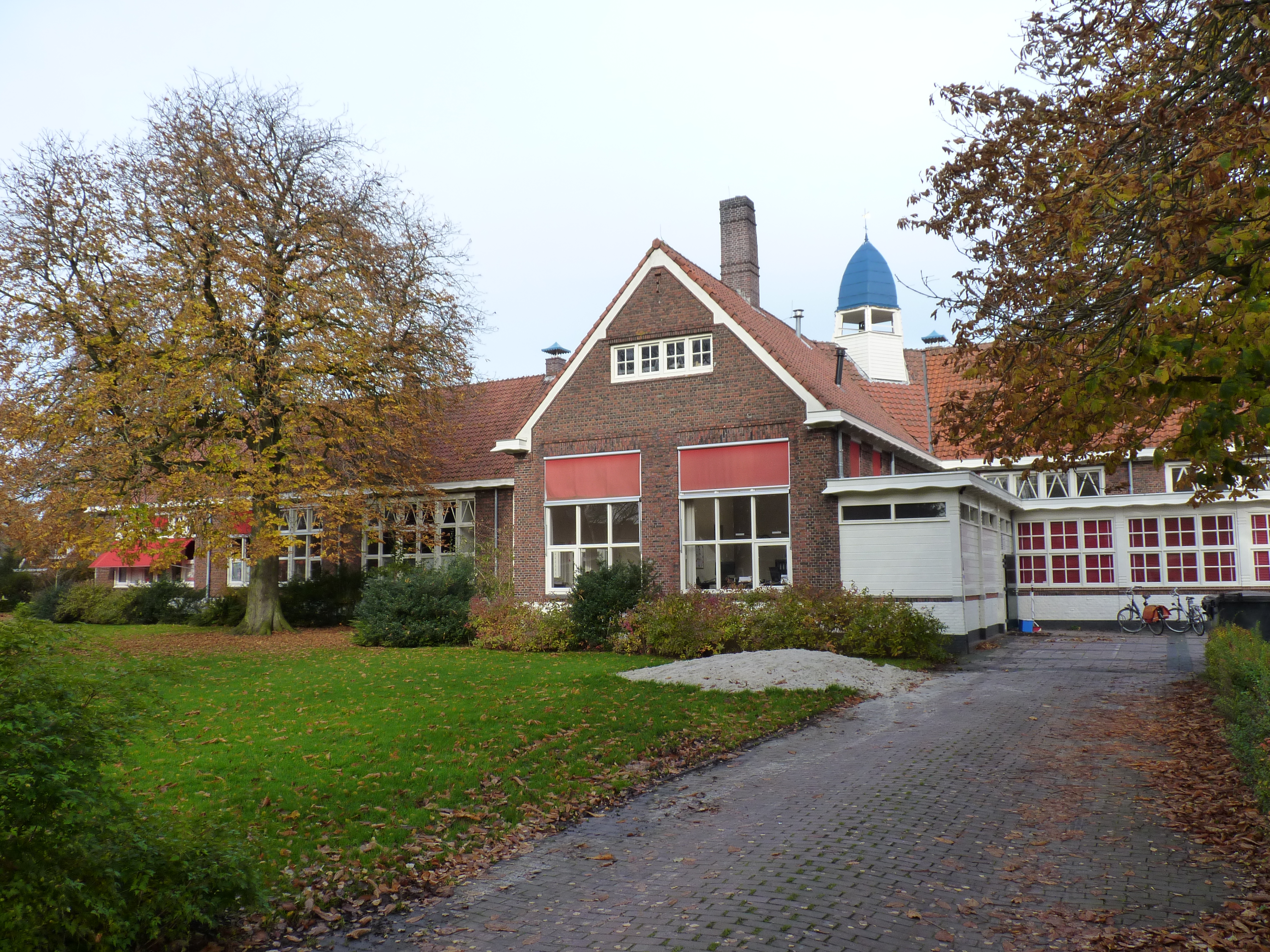
De door Hamers ontworpen lagere school (1920) aan de Waterhuizerweg in Haren (2010). Het gebouw is een rijksmonument.

Flip Hamers bleek al vroeg talent te hebben voor tekenen. Na de lagere school te hebben doorlopen, werkte hij enige jaren op kantoor. Daarna bezocht hij van 1900 tot 1902 de Quellinusschool in Amsterdam, waar hij werd geschoold in bouwkunde en tekenen. Een van zijn docenten was de architect K.P.C. de Bazel (1869-1923), die hem in augustus 1902, nog voor hij zijn diploma had behaald, aannam als opzichter bij de bouw van een melkfabriek op het Gooise landgoed Oud Bussem. Hamers bleef tot mei 1905 in dienst bij De Bazel en vestigde zich vervolgens als zelfstandig architect in Watergraafsmeer.
In Hamers' werk is de invloed van De Bazel soms goed te zien, onder meer in de schetsen die hij maakte voor het officieel door K.J. Muller (1857-1942) ontworpen Kindersanatorium Hoog Blaricum (1912). Hamers was door Muller als opzichter bij de totstandkoming van dat project betrokken en woonde met zijn gezin bijna twee jaar op het bouwterrein. In 1925 zou hij er nog een openluchtschool ontwerpen. Na zijn tijd in Blaricum legde Hamers zich vooral toe op sociale woningbouw. Met name voor de Amsterdamse woningbouwvereniging Eigen Haard tekende hij in de periode 1919-1948 vele woningen, waarvan sommige verwantschap vertonen met die van Amsterdamse School-architecten als M. de Klerk (1884-1923) en P.L. Kramer (1881-1961). Hamers ontwierp verder woningen en winkelhuizen in onder meer Goes en Vlissingen. Tussen 1915 en 1920 ontwikkelde hij bovendien enkele tuindorpen, waaronder in De Bilt, het Groninger dorp Haren en in Zuilen. De lagere school die hij in dat verband in Haren ontwierp (1920), waarin eveneens de invloed te herkennen is van het werk van De Bazel, is aangewezen als rijksmonument. Verder ontwierp Hamers landhuizen, villa's en zomerhuizen in Het Gooi.
Gedurende zijn leven deed Hamers mee aan zeker zestien ontwerp-prijsvragen, waarvan hij verschillende won, al gebeurde dat niet met zijn inzending voor een Volkenbondpaleis in Genève (1927).
Na 1945 heeft Hamers weinig meer ontworpen. Hij was wel actief betrokken bij het tegengaan van de toenemende verkeersproblemen in Het Gooi, via de al voor de oorlog mede door hem opgerichte Vereniging voor Veilig Verkeer Naarden-Bussum, waarvan hij tot 1940 voorzitter was. Ook was Hamers lid van de Schoonheidscommissie van het Gooise dorp Laren. Verder bleef hij reisschetsen maken, iets waarmee hij al in zijn jonge jaren was begonnen. Het archief van het Nederlands Architectuurinstituut bevat honderden door hem tussen 1906 en 1962 in binnen- en buitenland gemaakte tekeningen, waarvan vele werden vervaardigd in Italië. In datzelfde archief is overigens ook een viertal octrooibewijzen op Hamers' naam te vinden, waaronder voor een "spoelinrichting voor waterclosets" (1923).
Hamers is op Nieuwjaarsdag 1966 te Bussum op 83-jarige leeftijd overleden. Hij was de vader van de Gooise kunstenaar Flip Hamers (1909-1995).

## Het eerste Nederlandse vliegtuig
Hamers was ook ontwerper van het eerste Nederlandse vliegtuig dat in de oude rijtuigstallen van de buitenplaats Oud Rozenburg te Watergraafsmeer werd gebouwd in 1909. „Ik bouwde dit vliegtuig met de hulp van mijn broer, Johannus Franciscus Hamers (1881-1951) en de mecanicien-constructeur-gangmaker De Roos". Zo vertelde de heer Hamers aan een medewerker van het Nieuwsblad van het Noorden in 1959. Het vliegtuig werd in het diepste geheim vervaardigd.. Maar het gelukte niet, mensen te vinden, die er toekomst in zagen " Zo eindigde de geschiedenis van het eerste vliegtuig van Nederlands fabricaat. „Er was geen geschikt terrein te vinden in die tijd, er was geen medewerking. Tenslotte brak ik het weer af," zei de heer Hamers. Het duurde tot 1919 tot de heer Hamers ( op de ELTA ) voor het eerst vloog in een Engels vliegtuig. Een zijner zoons werd vliegtuigconstructeur, een andere zoon werd officier – vlieger – navigator bij de Kon. Marine.

## Werken (selectie)
- 1912: Amsterdams Kindersanatorium Hoog Blaricum, Blaricum (met/voor K.J. Muller)[4]
- 1915-'17: Tuindorp de De Lessepsbuurt in Zuilen
- 1916-'19: Arbeiderswoningen in Goes[5]
- 1917-'18: Landhuis, Bussum[6]
- 1918: Tuindorp, De Bilt
- 1919-'20: Tuindorp, Haren
- 1919-'20: Woningen en winkelhuizen in Vlissingen[7]
- 1919-1931: Woningen en winkelhuiswoningen in Amsterdam[8]
- 1920: Lagere school, Haren[2]
- 1925: Openluchtschool voor het Kindersanatorium Hoog Blaricum, Blaricum
- 1927: Volkenbondpaleis, Genève (niet uitgevoerd)
- 1938-'40: Woningen in Bos en Lommer, Amsterdam[9]
- 1946-'48: Woningen in Amsterdam[10]